# ليندا دي سوزا
ليندا دي سوزا (بالفرنسية: Linda de Suza)‏ مواليد 22 فبراير 1948 في باجة، هي مغنية وممثلة فرنسية من أصول برتغالية بدأت مسيرتها الفنية عام 1978.

## الألبومات
- L'Étrangère
- A L'Olympia
- Tiroli Tirola
- Les Plus Belles Chansons
- Canta Português
- Essential Masters

وألبومات أخرى أقل شهرة.

## وصلات خارجية
- ليندا دي سوزا على موقع IMDb (الإنجليزية)
- ليندا دي سوزا على موقع ميوزك برينز (الإنجليزية)
- ليندا دي سوزا على موقع أول ميوزيك (الإنجليزية)
- ليندا دي سوزا على موقع ديسكوغز (الإنجليزية)
- ليندا دي سوزا على موقع قاعدة بيانات الفيلم (الإنجليزية)
- الموقع الرسمي